# Purpurbär

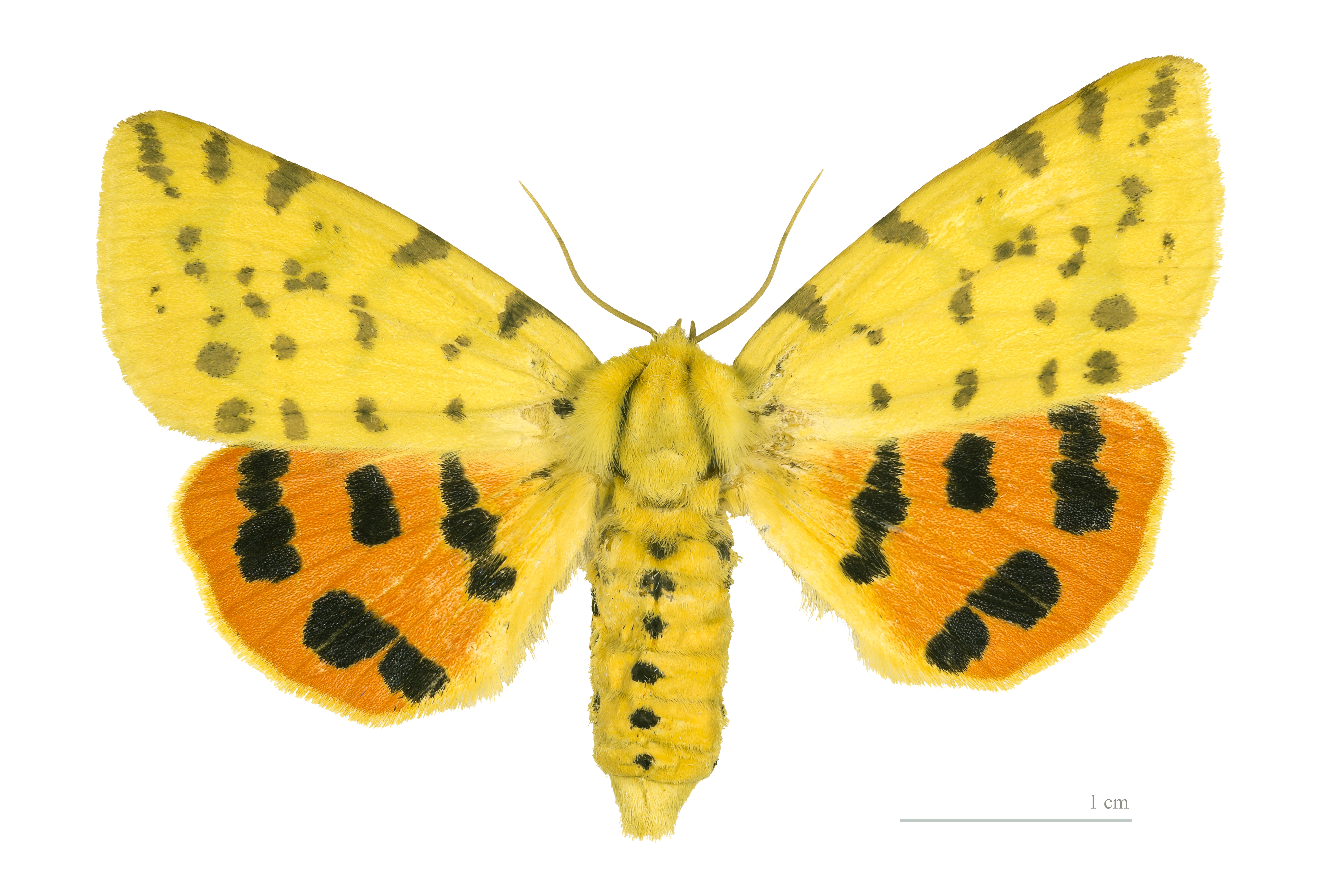
Rhyparia purpurata – Aufsicht

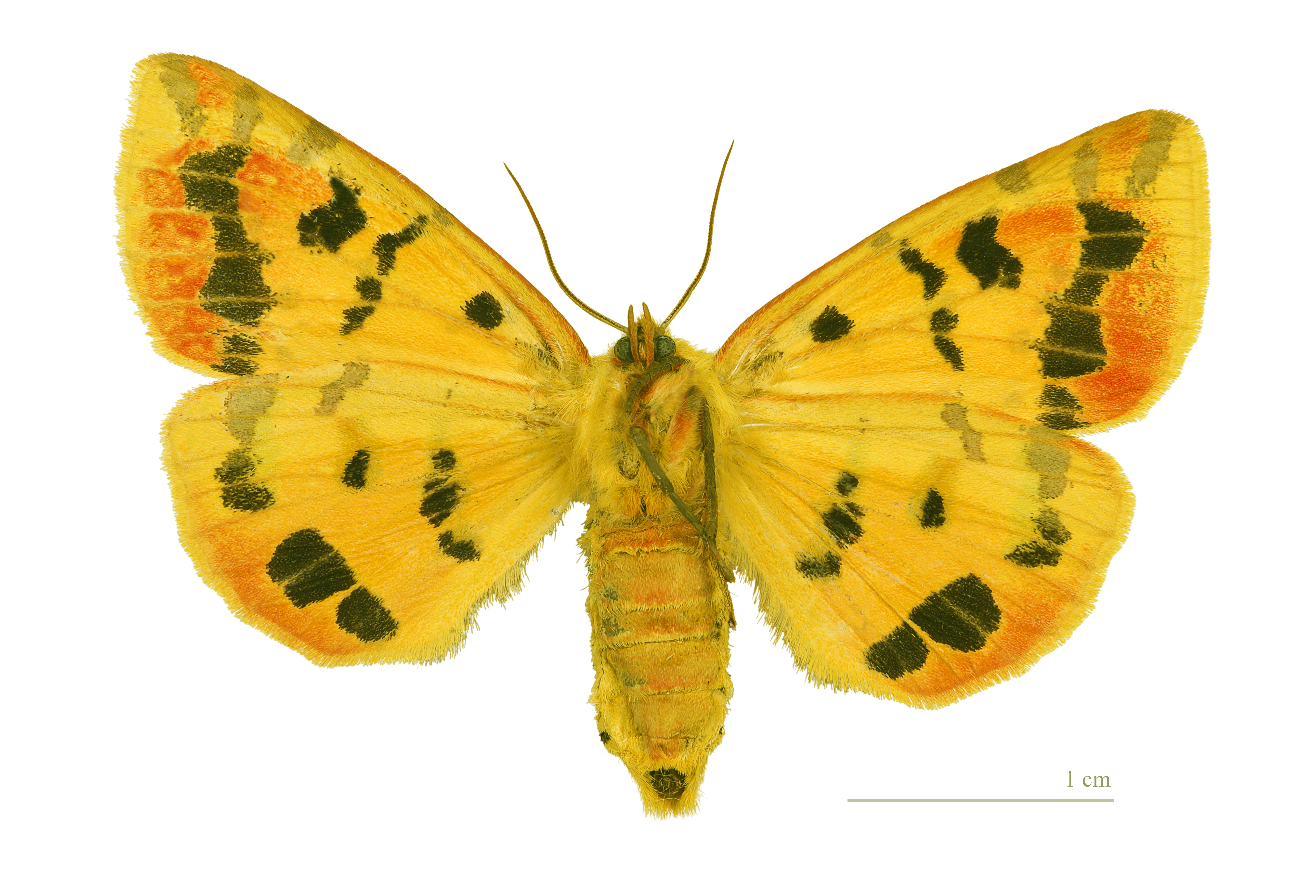
Rhyparia purpurata - △Ventralansicht

Der Purpurbär oder Stachelbeerbär (Diacrisia purpurata, Syn.: Rhyparia purpurata) ist ein Nachtfalter aus der Unterfamilie der Bärenspinner (Arctiinae).

## Merkmale
Die Falter erreichen eine Flügelspannweite von 40 bis 50 Millimetern. Die Vorderflügel sind goldgelb und haben schwarze nicht komplett deckende Flecken, sodass die goldene Farbe durchscheint. Ihre Hinterflügel sind rot, seltener gelb und haben schwarze Flecken. Ihr Körper ist ebenfalls goldgelb und auf dem Rücken verlaufen schwarze Punkte nach hinten. Um ihren Kopf sind sie pelzig behaart.

## Vorkommen
Der Purpurbär kommt in ganz Europa vor, mit Ausnahme des Hohen Nordens, der westlichen Atlantikküste und Teilen des Mittelmeergebietes. Die Art bevorzugt Habitate mit höherer Vegetation, kommt dabei aber sowohl an feuchteren als auch an Trockenstandorten vor. Sie bewohnt Feuchtwiesen, Hoch- und Niedermoore sowie Halbtrockenrasen, Sandfluren, aufgelassene Weinberge, Heiden und Waldlichtungen.

## Lebensweise
Die Falter sind nachtaktiv und fliegen in einer Generation von Juni bis Juli. Sie erscheinen oft erst nach Mitternacht und lassen sich dann von künstlichen Lichtquellen anlocken. Gelegentlich sind sie aber auch am Tag zu finden, da sie durch ihre auffällige Färbung gut erkennbar sind und sich leicht aufschrecken lassen.

## Entwicklung
Die Weibchen legen die Eier in recht großen, einschichtigen Gelegen von etwa 100 Eiern. Die daraus schlüpfenden Raupen überwintern und verpuppen sich erst im Mai oder Juni des nächsten Jahres.

## Nahrung
Die Raupen fressen an verschiedenen krautigen Pflanzen, Stauden und Sträuchern, so z. B. Klee, Esparsette, Besenginster, Schlehe, Labkraut, Himbeere, Kratzdistel oder Heidekraut. Sie sitzen dabei immer sehr hoch auf den Pflanzen.